# Hariprasad Chaurasia

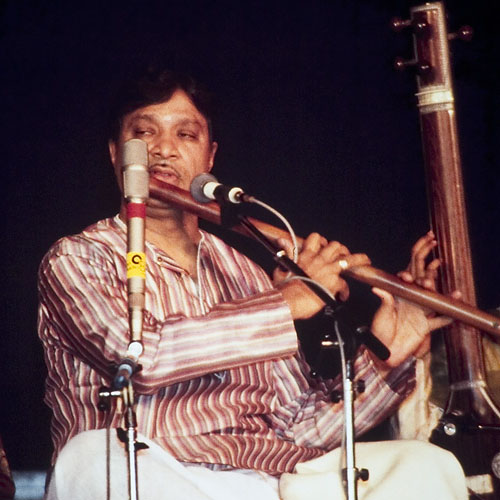
Hariprasad Chaurasia 1988

Hariprasad Chaurasia (Hindi: हरिप्रसाद चौरसिया, Hariprasād Caurasiyā; * 1. Juli 1938 in Allahabad, Uttar Pradesh) ist ein indischer Pandit der Bansuriflöte. Er ist als Komponist für mehrere Filmmusiken und Soundtracks verantwortlich.

## Leben und Wirken
Sein Vater war ein Ringer, seine Mutter starb, als er vier Jahre alt war. Er begann mit dem Erlernen der Vokalmusik im Alter von 15 Jahren bei seinem Nachbarn Pt. Rajaram. Später wechselte er zur Flöte unter der Leitung von Pt. Bholanath von Varanasi. Jahre später, während seiner Arbeit beim All India Radio, erhielt er Unterstützung von der Surbahar-Spielerin Annapurna Devi, der Tochter des Sarod-Spielers Allauddin Khan.
1986 spielte er zusammen mit Zakir Hussain, John McLaughlin und Jan Garbarek das Album Making Music ein. Das Album, unter Zakir Hussain bei ECM erschienen, haben Kritiker als „eines der inspiriertesten jemals aufgenommenen Alben mit Ost-West-Fusion“ bezeichnet.
1997 spielte er als Gastmusiker mit Shakti auf der Remember Shakti Tour; das Livealbum Remember Shakti erschien 1999 bei The Verve Music Group.
Chaurasia ist künstlerischer Leiter der Abteilung Nordindische klassische Musik des Konservatoriums Rotterdam.
Er erhielt mehrere staatliche Auszeichnungen, darunter einen Sangeet Natak Akademi Award (1983), Padma Bhushan (1992) und Padma Vibhushan (2000). 2014 wurde er für sein Lebenswerk mit dem Ehrenpreis des Preis der deutschen Schallplattenkritik ausgezeichnet.
Sein Neffe Rakesh Chaurasia ist ebenfalls ein bekannter Bansuri Spieler.

## Diskographie
1978
- Krishnadhwani 60

1981

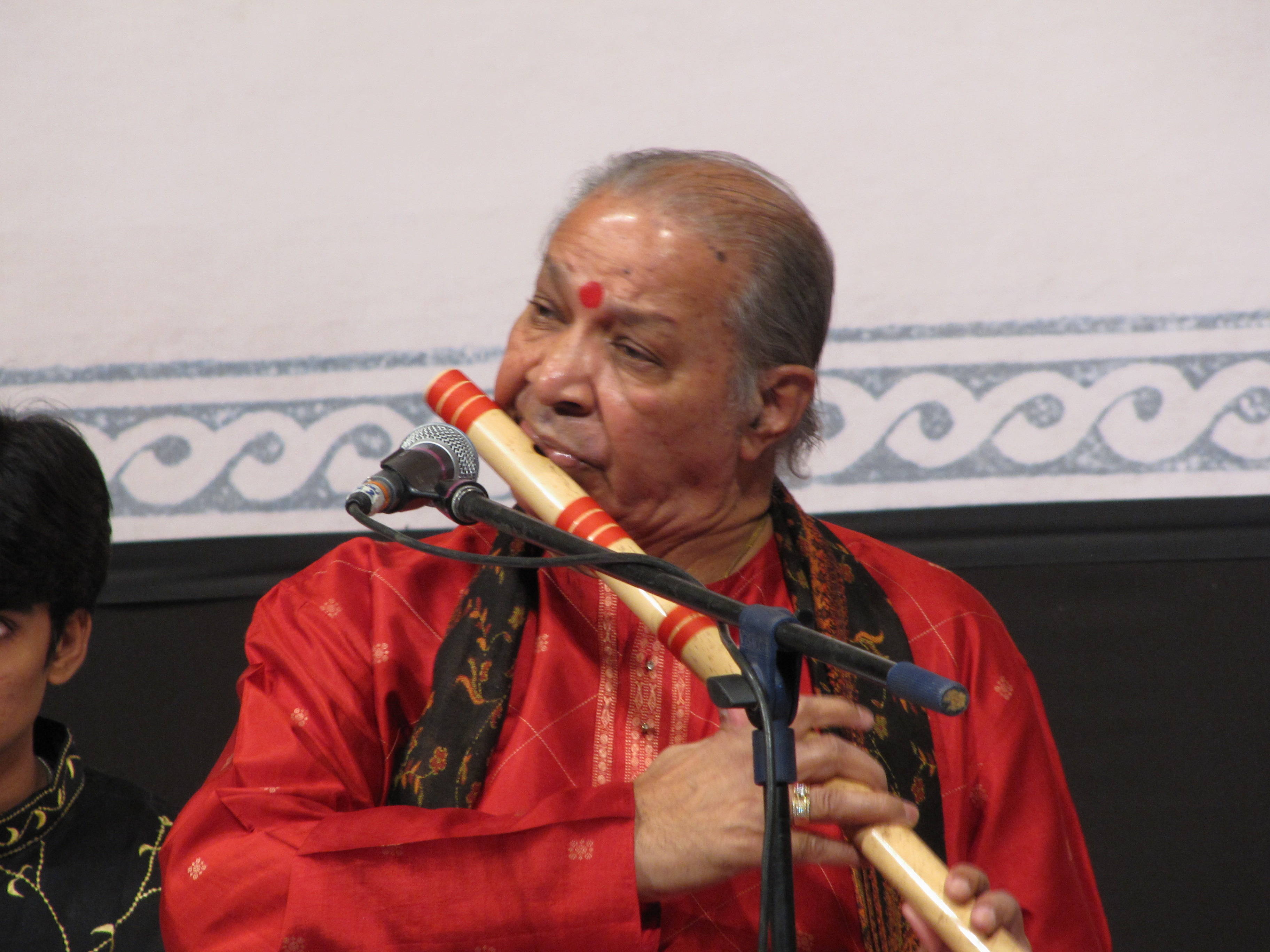
März 2010 in Bangalore

- Pt. Hariprasad Chaurasia - Flute

1984
- Pt. Hariprasad Chaurasia - Flute (Der gleiche Name wie 1981, anderes Album)

1987
- Morning to Midnight Ragas - Morning Ragas

1988
- Call of the Valley

1989
- Venu
- Live in Ahmedabad '89

1990
- Immortal Series

1991
- Megh Malhar

1992
- Night Ragas
- Live in Amsterdam '92
- Morning to Midnight Ragas - Afternoon Ragas
- All time Favorites
- Live from Sawai Gandharva Music Festival - Video (VHS)
- Raga-s DU Nord Et Du Sud
- Immortal Series - Flute Fantasia

1993
- Indian Classical Masters
- Daylight Ragas
- Flute - Hariprasad Chaurasia

1994
- Thumri - The Music of Love
- In A Mellow Mood
- Possession
- Immortal Series - Devine Drupad
- Classic Greats1 - Ideas on Flute

1995
- In Live Concert
- Cascades of Hindustani Music
- Maharishi Gandharva Veda - Sunrise Melody
- Maharishi Gandharva Veda - Morning Melody
- Maharishi Gandharva Veda - Midday Melody
- Maharishi Gandharva Veda - Afternoon Melody
- Maharishi Gandharva Veda - Evening Melody
- Maharishi Gandharva Veda - Sunset Melody
- Maharishi Gandharva Veda - Midnight Melody
- Maharishi Gandharva Veda - Late Night Melody
- Hariprasad Chaurasia - Flute
- Malhar-Chandrika
- Music 157 - Live in London
- Music - Flute
- Great Jugalbandis
- Music from the world of OSHO - Above & Beyond
- Prem Yog
- Written on the Wind
- Romantic Themes
- Saptarishi - Live at Siri Fort
- The Mystical Flute of Hari Prasad Chaurasia
- Maestro's Choice
- Basant Bahar
- Chaurasia's Choice

1996
- Hari Prasad Chaurasia & his Divine Flute
- Flute Recital
- Valley Recalls - In search of Peace, Love and Harmony
- Krishna's Flute - Master of the Bansuri
- Classical Encounters - A live Experience with Pt. Hari Prasad Chaurasia
- Fabulous Flute
- Pundit Hari Prasad Chaurasia
- In Concert - Vancouver, B.C
- Hariprasad Chaurasia - Flute
- The Bamboo Flautist of His Generation
- Pt. Hariprasad Chaurasia - Nada in Jerusalem

1997
- Classical Encounters - A Live Experience with Pt. Hariprasad Chaurasia
- Great Jugalbandis
- The Golden Collection (Classical)
- Immortal Essence
- Golden Raga Collection Hariprasad Chaurasia (links) mit Zakir Hussain (2012)

1998

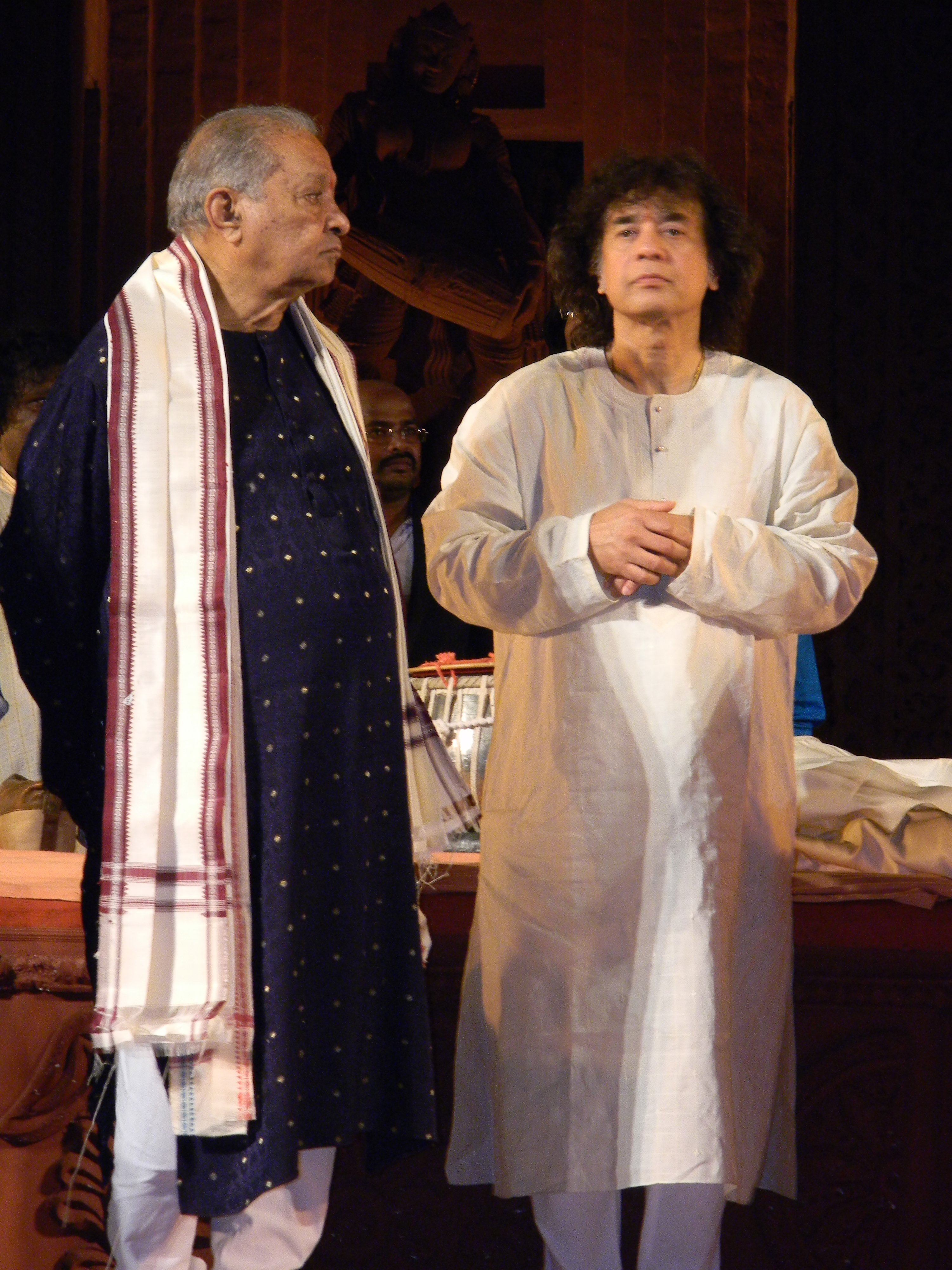
Hariprasad Chaurasia (links) mit Zakir Hussain (2012)

- Samarpan-VCD Special 60th Birthday Edition
- The Charms Companion
- Morning to Midnight - Morning to Dusk

1999
- Jugalbandi
- Rasdhaara
- Live Inside Khajuraho
- Live in New Delhi - '89
- Golden Raga Collection
- Musical Titans of India - Jugalbandhi Video (VHS)
- Pure Joy - Positive Energy Music

2000
- Music without Boundaries (Navras 2000, mit Larry Coryell, George Brooks, Vikku Vinayakram, Swapan Chaudhuri, John Wubbenhorst)

- Maaya - Far East
- Hriday - Cuba
- Caravan Spain
- Live Concert at Savai Gandharva Music Festival
- Gurukul - The Guru shishya Parampara

2001
- Adi-Ananth
- Love Divine - Parables of Passion
- Power & Grace - Live at the Saptak Festival 2001
- Discovery of Indian Classical Music
- Flute Duet

2003
- Flute Deity Hariprasad Chaurasia
- The Greatest Hits of Hariprasad Chaurasia
- Salvation - Instrumental Bhajans

2015
- Ajanma (Doppel-CD)

Weitere Alben, Erscheinungsjahr unbekannt:
- La Flute De Pundit Hariprasad Chaurasia
- Hariprasad Chaurasia - The Most Celebrated Flautist of India
- Sound of Silence
- Charm of the Bamboo flute
- Kalpana - Imagination
- A Kaleidoscope of various ragas
- Krishna Utsav
- Kali - Classical Instrumental
- Moon Light Moods - Flute Recital
- Pt. Hariprasad Chaurasia - The Living Legend of Flute
- Indian Music
- HariDhwani
- Buston Abraham - Fanar
- Nothing but Wind
- Fusion India - Passage of India Series
- Being Still
- Dhammapada - Sacred teaching of Buddha
- The Charms Companion
- Eternity